# Битва при Монтебелло (1800)
Битва при Монтебелло (фр. Bataille de Montebello) — 9 июня 1800 года сражение во время Войны второй коалиции эпохи революционных войн. В преддверии решающей битвы при Маренго, недалеко от Монтебелло в Ломбардии французский авангард генерала Жана Ланна нанес поражение австрийским войскам под командованием Карла Отта фон Баторкеца.
Захват Бонапартом Милана 2 июня привел к дроблению австрийской армии на три основные части и множество более мелких частей. В то время Жан Ланн и его корпус двинулись на юг от Милана, взяв Павию 3 июня, а затем переправился через реку По к западу от Пьяченцы.
7 июня австрийская колонна Отта двинулась со своей исходной позиции на Вогеру, где вечером 8 июня соединилась с войсками О’Рейли. После этого Отт и О’Рейли отправились для защиты деревни Кастеджио, лежащей на главной дороге с востока на запад.
Утром 9 июня 6-я полубригада легкой пехоты под командованием бригадного генерала Франсуа Ватрена столкнулась с австрийскими войсками и немедленно атаковала. Начальник штаба Меласа, генерал-майор Антон фон Зак, который был с Оттом в то время, советовал Отту не сражаться, но тот не послушал совета. Затем Ватрен бросил в бой все свои подразделения, но обнаружил, что его три полубригады, две артиллерийские батареи и единственный кавалерийский полк столкнулись с превосходящими силами, так как у Отта было 26 пехотных батальонов и 14 кавалерийских эскадронов, а также 35 орудий, которые наносили тяжелые потери французам.
В течение пяти часов французы пытались прорвать австрийские позиции, даже дважды взяв Кастеджио, но каждый раз О’Рейли отбрасывал их назад. Попытки обойти австрийцев с фланга были сорваны драгунами Лобовица и огнём артиллерии. Благодаря неоднократным контратакам 12-го гусарского полка французы не были захвачены австрийскими драгунами. Девять австрийских батальонов обороняли холм к югу от деревни, а чуть западнее пять батальонов ждали в резерве в деревне Монтебелло. Тем временем французы получили некоторую помощь, когда прибыли три орудия консульской гвардии и несколько других подразделений.
Ланн сумел продержаться до подхода подкреплений, присланных после 13:00 генералом Виктором, которые атаковали австрийцев. Несмотря на интенсивную артиллерийскую поддержку, утомленные войска Отта больше не могли отражать сосредоточенные атаки, что побудило его отдать приказ об организованном отступлении. Батальоны О’Рейли удерживали Кастеджио до последнего, в результате чего один полк был почти уничтожен. Отступление в конечном итоге было прикрыто уцелевшими частями О’Рейли и многочисленной австрийской кавалерией.
Австрийцы после боя отчитались о потерях в 659 убитых, 1445 раненых и 2171 пленного. Французы оценили свои потери всего в 600 человек, но более реалистичная оценка — 3000 человек.
После Монтебелло боевой дух австрийцев упал, и командующий австрийскими войсками в Италии фельдмаршал Мелас со своей армией оставался загипнотизированным в Алессандрии в течение следующих пяти дней, не совершая никаких важных движений, ожидая, пока его войска завершат концентрацию, что привело к сражению при Маренго.